# Рецлав
Рецлав (пол. Recław) — село в Польщі, у гміні Волін Каменського повіту Західнопоморського воєводства.
Населення — 442 особи (2011).
У 1975-1998 роках село належало до Щецинського воєводства.

## Демографія
Демографічна структура станом на 31 березня 2011 року:
|          | Загалом | Допрацездатний вік | Працездатний вік | Постпрацездатний вік |
| -------- | ------- | ------------------ | ---------------- | -------------------- |
| Чоловіки | 228     | 42                 | 169              | 17                   |
| Жінки    | 214     | 45                 | 123              | 46                   |
| Разом    | 442     | 87                 | 292              | 63                   |